# Rhinogobius milleri
Rhinogobius milleri är en fiskart som beskrevs av Chen och Maurice Kottelat 2001. Rhinogobius milleri ingår i släktet Rhinogobius och familjen smörbultsfiskar. IUCN kategoriserar arten globalt som otillräckligt studerad. Inga underarter finns listade i Catalogue of Life.